# Lista över Frankrikes finansministrar
Finansministern spelar en viktig roll i den franska regeringen.
Frankrikes finansminister är en funktion som funnits i närmare ett halvt årtusende, med olika titlar och uppgifter.

## Före inrättandet av surintendanturen (1518 till 1561)
|                                                           | Tillträdde | Avgick |
| Jacques de Beaune, seigneur de Semblançay                 | 1518       | 1524   |
| Philibert Babou, seigneur de Givray et de la Bourdaisière | 1524       | 1544   |
| Jean du Thier, seigneur de Beauregard                     | 1544       | 1546   |
| Claude Annebaut                                           | 1546       | 1552   |
| Jean d’Avançon                                            | 1552       | 1559   |
| Charles de Lorraine de Guise, kardinal av Lothringen      | 1559       | 1567   |

## Surintendant des Finances(1561 till 1661)
| Surintendant                                                                       | Tillträdde      | Avgick       |
| Artus de Cossé, greve av Secondigny och Louis d'Ongnyes, greve av Chaulnes         | 1561            | 1567         |
| René de Birague                                                                    | 1567            | 1572         |
| Pomponne de Bellièvre, seigneur de Gorgnier                                        | 1572            | 1577         |
| François d’O, markis av Maillebois                                                 | 1578            | 1594         |
| Nicolas Harlay, seigneur de Sancey                                                 | 1594            | 1598         |
| Maximilien de Béthune, baron de Rosny                                              | 1598            | 1611         |
| Direktorium (Guillaume de L'Aubespine, Pierre Jeannin och Jacques-Auguste de Thou) | Januari 1611    | 1616         |
| Pierre Jeannin, baron av Montjeu                                                   | Maj 1616        | 1619         |
| Henri de Schomberg, greve av Nanteuil                                              | September 1619  | 1623         |
| Charles de la Vieuville                                                            | Januari 1623    | 1624         |
| Jean Bochart, seigneur de Champigny                                                | Augusti 1624    | Januari 1626 |
| Michel de Marillac                                                                 | Augusti 1624    | Juni 1626    |
| François Sublet, seigneur des Noyers, baron av Dangu                               | 1626            | 1626         |
| Antoine Coëffier de Ruzé, markis av Effiat                                         | Juni 1626       | 1632         |
| Claude de Bullion                                                                  | Juli 1632       | 1640         |
| Claude Bouthillier, seigneur du Pont et de Fossigny                                | Juli 1632       | 10 juni 1643 |
| Claude de Mesmes, greve av Avaux och Nicolas Bailleul                              | 10 juni 1643    | 1647         |
| Michel Particelli, greve av Emery                                                  | 18 juni 1647    | 1648         |
| Charles de La Porte, hertig av la Meilleraye                                       | Juli 1648       | 1649         |
| Michel Particelli, greve av Emery                                                  | 1649            | 1650         |
| Claude de Mesmes, greve av Avaux                                                   | 1649            | 1650         |
| René de Longueil, markis av Maisons                                                | 25 maj 1650     | 1651         |
| Charles de la Vieuville                                                            | Juli 1651       | 1653         |
| Abel Servien, markis av Sablé och Nicolas Fouquet                                  | 8 februari 1653 | 1661         |

## Generalkontrollörer för finanserna (1661 till 1791)
| Contrôleur général                                                | Tillträdde        | Avgick            |
| Jean-Baptiste Colbert                                             | 1661              | 1683              |
| Claude Le Pelletier                                               | 1684              | 1689              |
| Louis Phélypeaux, greve av Pontchartrain                          | 1689              | 1699              |
| Michel de Chamillart                                              | 5 september 1699  | 20 februari 1708  |
| Nicolas Desmarets, markis av Maillebois                           | 20 februari 1708  | 15 september 1715 |
| Adrien-Maurice de Noailles (president i Finansrådet)              | 1 oktober 1715    | 28 januari 1718   |
| Henri Jacques Nompar de Caumont (vicepresident i Finansrådet)     | 28 januari 1718   | 5 januari 1720    |
| Marc-René de Voyer de Paulmy d’Argenson (president i Finansrådet) | 28 januari 1718   | 5 januari 1720    |
| John Law                                                          | 5 januari 1720    | 28 maj 1720       |
| Michel Robert Le Peletier des Forts (Finanzkommissar)             | 28 maj 1720       | 11 december 1720  |
| Félix Le Pelletier de La Houssaye                                 | 11 december 1720  | 21 april 1722     |
| Charles Gaspard Dodun                                             | 21 april 1722     | 14 juni 1726      |
| Michel Robert Le Peletier des Forts                               | 14 juni 1726      | 19 mars 1730      |
| Philibert Orry                                                    | 19 mars 1730      | 5 december 1745   |
| Jean-Baptiste de Machault d’Arnouville                            | 6 december 1745   | 30 juli 1754      |
| Jean Moreau de Séchelles                                          | 30 juli 1754      | 24 april 1756     |
| François Marie Peyrenc de Moras                                   | 24 april 1756     | 25 augusti 1757   |
| Jean de Boullonges                                                | 25 augusti 1757   | 4 mars 1759       |
| Étienne de Silhouette                                             | 4 mars 1759       | 21 november 1759  |
| Henri-Léonard Bertin                                              | 23 november 1759  | 14 december 1763  |
| Clément Charles François de Laverdy                               | 14 december 1763  | 20 september 1768 |
| Étienne Mainon d'Invault                                          | 22 september 1768 | 19 december 1769  |
| Joseph Marie Terray                                               | 22 december 1769  | 24 augusti 1774   |
| Anne Robert Jacques Turgot                                        | 24 augusti 1774   | 12 maj 1776       |
| Jean Étienne Bernard Ogier de Clugny                              | 21 maj 1776       | 18 oktober 1776   |
| Louis-Gabriel Taboureau des Réaux                                 | 21 oktober 1776   | 29 juni 1777      |
| Jacques Necker (generalfinansdirektör)                            | 29 juni 1777      | 19 maj 1781       |
| Jean-François Joly de Fleury                                      | 21 maj 1781       | 29 mars 1783      |
| Henri François de Paule Lefèvre d'Ormesson                        | 29 mars 1783      | 1 november 1783   |
| Charles Alexandre de Calonne                                      | 3 november 1783   | 9 april 1787      |
| Michel Bouvard de Fourqueux                                       | 10 april 1787     | 1 maj 1787        |
| Étienne Charles de Loménie de Brienne (president i Finansrådet)   | 1 maj 1787        | 25 augusti 1788   |
| Jacques Necker (generalfinansdirektör)                            | 26 augusti 1788   | 13 juli 1789      |
| Louis Auguste Le Tonnelier de Breteuil (president i Finansrådet)  | 13 juli 1789      | 16 juli 1789      |
| Jacques Necker (generalfinansdirektör)                            | 16 juli 1789      | 4 september 1790  |
| Charles Claude Guillaume Lambert                                  | 4 september 1790  | 4 december 1790   |
| Claude Antoine Valdec de Lessart                                  | 4 december 1790   | 27 april 1791     |

## Finansminister, Första republiken (1791 till 1799)
| Minister                                 | Tillträdde       | Avgick           |
| Claude Antoine Valdec de Lessart         | 27 april 1791    | 29 maj 1791      |
| Louis Hardouin Tarbé                     | 29 maj 1791      | 24 mars 1792     |
| Étienne Clavière                         | 24 mars 1792     | 13 juni 1792     |
| Antoine Duranthon                        | 13 juni 1792     | 18 juni 1792     |
| Jules Émile François Hervé de Beaulieu   | 18 juni 1792     | 29 juli 1792     |
| Joseph Delaville-Leroulx                 | 29 juli 1792     | 10 augusti 1792  |
| Étienne Clavière                         | 10 augusti 1792  | 13 juni 1793     |
| Louis Grégoire Des Champs des Tournelles | 13 juni 1793     | 20 april 1794    |
| vakant                                   | 20 april 1794    | 8 november 1795  |
| Guillaume-Charles Faipoult               | 8 november 1795  | 14 februari 1796 |
| Jacques Ramel de Nogaret                 | 14 februari 1796 | 20 juli 1799     |
| Robert Lindet                            | 20 juli 1799     | 10 november 1799 |

## Finansminister (1799-1848)
|                                                   | Tillträdde        | Avgick            |
| Martin-Michel-Charles Gaudin, hertig av Gaëta     | 10 november 1799  | 1 april 1814      |
| Joseph Dominique, baron Louis                     | 3 april 1814      | 20 mars 1815      |
| Martin-Michel-Charles Gaudin, hertig av Gaëta     | 20 mars 1815      | 7 juli 1815       |
| Joseph Dominique, baron Louis                     | 9 juli 1815       | 26 september 1815 |
| Louis Emmanuel, greve Corvetto                    | 26 september 1815 | 7 december 1818   |
| Antoine Roy                                       | 7 december 1818   | 29 december 1818  |
| Joseph Dominique, baron Louis                     | 29 december 1818  | 19 november 1819  |
| Antoine Roy                                       | 19 november 1819  | 14 december 1821  |
| Jean-Baptiste de Villèle                          | 14 december 1821  | 4 januari 1828    |
| Antoine Roy                                       | 4 januari 1828    | 8 augusti 1829    |
| Christophe, greve Chabrol de Crouzol              | 8 augusti 1829    | 19 maj 1830       |
| Guillaume Isidore, greve av Montbel               | 19 maj 1830       | 31 juli 1830      |
| Joseph Dominique, baron Louis                     | 31 juli 1830      | 2 november 1830   |
| Jacques Laffitte                                  | 2 november 1830   | 13 mars 1831      |
| Joseph Dominique, baron Louis                     | 13 mars 1831      | 11 oktober 1832   |
| Jean-Georges Humann                               | 11 oktober 1832   | 10 november 1834  |
| Hippolyte Passy                                   | 10 november 1834  | 18 november 1834  |
| Jean-Georges Humann                               | 18 november 1834  | 18 januari 1836   |
| Antoine, greve av Argout                          | 18 januari 1836   | 6 september 1836  |
| Charles Marie Tanneguy Duchâtel                   | 6 september 1836  | 15 april 1837     |
| Jean Pierre Joseph Lacave-Laplagne                | 15 april 1837     | 31 mars 1839      |
| Jean-Élie Gautier                                 | 31 mars 1839      | 12 maj 1839       |
| Hippolyte Passy                                   | 12 maj 1839       | 1 mars 1840       |
| Privat Joseph Claramont, greve Pelet de la Lozère | 1 mars 1840       | 2 oktober 1840    |
| Jean-Georges Humann                               | 29 oktober 1840   | 25 april 1842     |
| Jean Pierre Joseph Lacave-Laplagne                | 25 april 1842     | 9 maj 1847        |
| Pierre Sylvain Dumon                              | 9 maj 1847        | 24 februari 1848  |

## Finansminister, Andra republiken (1848 till 1852)
|                               | Tillträdde       | Avgick           |
| Michel Goudchaux              | 24 februari 1848 | 5 mars 1848      |
| Louis Antoine Garnier-Pagès   | 5 mars 1848      | 11 maj 1848      |
| Charles Duclerc               | 11 maj 1848      | 28 juni 1848     |
| Michel Gouchaux               | 28 juni 1848     | 25 oktober 1848  |
| Ariste Jacques Trouvé-Chauvel | 25 oktober 1848  | 20 december 1848 |
| Hippolyte Passy               | 20 december 1848 | 31 oktober 1849  |
| Achille Fould                 | 31 oktober 1849  | 24 januari 1851  |
| Charles Lebègue de Germiny    | 24 januari 1851  | 10 april 1851    |
| Achille Fould                 | 10 april 1851    | 26 oktober 1851  |
| Antoine Blondel               | 26 oktober 1851  | 23 november 1851 |
| François de Casabianca        | 23 november 1851 | 3 december 1851  |

## Finansminister, Andra kejsardömet (1851 till 1870)
|                             | Tillträdde       | Avgick           |
| Achille Fould               | 3 december 1851  | 22 januari 1852  |
| Jean Bineau                 | 22 januari 1852  | 3 februari 1855  |
| Pierre Magne                | 3 februari 1855  | 26 november 1860 |
| Adolphe Forcade La Roquette | 26 november 1860 | 14 november 1861 |
| Achille Fould               | 14 november 1861 | 20 januari 1867  |
| Eugène Rouher               | 20 januari 1867  | 13 november 1867 |
| Pierre Magne                | 13 november 1867 | 2 januari 1870   |
| Louis-Joseph Buffet         | 2 januari 1870   | 14 april 1870    |
| Émile Alexis Segris         | 14 april 1870    | 10 augusti 1870  |
| Pierre Magne                | 10 augusti 1870  | 4 september 1870 |

## Finansminister, Tredje republiken (1870 till 1944)
|                            | Tillträdde        | Avgick            |
| Ernest Picard              | 4 september 1870  | 19 februari 1871  |
| Louis-Joseph Buffet        | 19 februari 1871  | 25 februari 1871  |
| Augustin Pouver-Quertier   | 25 februari 1871  | 5 mars 1872       |
| Marc-Eugène de Goulard     | 6 mars 1872       | 7 december 1872   |
| Léon Say                   | 7 december 1872   | 25 maj 1873       |
| Pierre Magne               | 25 maj 1873       | 20 juli 1874      |
| Pierre Mathieu-Bodet       | 20 juli 1874      | 10 mars 1875      |
| Léon Say                   | 10 mars 1875      | 17 maj 1877       |
| Eugène Caillaux            | 17 maj 1877       | 23 november 1877  |
| François Dutilleul         | 23 november 1877  | 13 december 1877  |
| Léon Say                   | 13 december 1877  | 28 december 1879  |
| Pierre Magnin              | 28 december 1879  | 14 november 1881  |
| François Allain-Targé      | 14 november 1881  | 30 januari 1882   |
| Léon Say                   | 30 januari 1882   | 7 augusti 1882    |
| Pierre Tirard              | 7 augusti 1882    | 6 april 1885      |
| Jean Clamageran            | 6 april 1885      | 16 april 1885     |
| Marie François Sadi Carnot | 16 april 1885     | 11 december 1886  |
| Albert Dauphin             | 11 december 1886  | 30 maj 1887       |
| Maurice Rouvier            | 30 maj 1887       | 12 december 1887  |
| Pierre Tirard              | 12 december 1887  | 3 april 1888      |
| Paul Peytral               | 3 april 1888      | 22 februari 1889  |
| Maurice Rouvier            | 22 februari 1889  | 12 december 1892  |
| Pierre Tirard              | 13 december 1892  | 4 april 1893      |
| Paul Peytral               | 4 april 1893      | 3 december 1893   |
| Auguste Burdeau            | 3 december 1893   | 30 maj 1894       |
| Raymond Poincaré           | 30 maj 1894       | 26 januari 1895   |
| Alexandre Ribot            | 26 januari 1895   | 1 november 1895   |
| Paul Doumer                | 1 november 1895   | 29 april 1896     |
| Georges Cochery            | 29 april 1896     | 28 juni 1898      |
| Paul Peytral               | 28 juni 1898      | 22 juni 1899      |
| Joseph Caillaux            | 22 juni 1899      | 7 juni 1902       |
| Maurice Rouvier            | 7 juni 1902       | 17 juni 1905      |
| Pierre Merlou              | 17 juni 1905      | 14 mars 1906      |
| Raymond Poincaré           | 14 mars 1906      | 25 oktober 1906   |
| Joseph Caillaux            | 25 oktober 1906   | 24 juli 1909      |
| Georges Cochery            | 24 juli 1909      | 3 november 1910   |
| Louis-Lucien Klotz         | 3 november 1910   | 2 mars 1911       |
| Joseph Caillaux            | 2 mars 1911       | 27 juni 1911      |
| Louis-Lucien Klotz         | 27 juni 1911      | 22 mars 1913      |
| Charles Dumont             | 22 mars 1913      | 9 december 1913   |
| Joseph Caillaux            | 9 december 1913   | 17 mars 1914      |
| René Renoult               | 17 mars 1914      | 9 juni 1914       |
| Étienne Clémentel          | 9 juni 1914       | 13 juni 1914      |
| Joseph Noullens            | 13 juni 1914      | 26 augusti 1914   |
| Alexandre Ribot            | 26 augusti 1914   | 20 mars 1917      |
| Joseph Thierry             | 20 mars 1917      | 12 september 1917 |
| Louis-Lucien Klotz         | 12 september 1917 | 20 januari 1920   |
| Frédéric François-Marsal   | 20 januari 1920   | 16 januari 1921   |
| Paul Doumer                | 16 januari 1921   | 15 januari 1922   |
| Charles de Lasteyrie       | 15 januari 1922   | 29 mars 1924      |
| Frédéric François-Marsal   | 29 mars 1924      | 14 juni 1924      |
| Étienne Clementel          | 14 juni 1924      | 3 april 1925      |
| Anatole de Monzie          | 3 april 1925      | 17 april 1925     |
| Joseph Caillaux            | 17 april 1925     | 29 oktober 1925   |
| Paul Painlevé              | 29 oktober 1925   | 28 november 1925  |
| Louis Loucheur             | 28 november 1925  | 16 december 1925  |
| Paul Doumer                | 16 december 1925  | 9 mars 1926       |
| Raoul Péret                | 9 mars 1926       | 23 juni 1926      |
| Joseph Caillaux            | 23 juni 1926      | 19 juli 1926      |
| Anatole de Monzie          | 19 juli 1926      | 23 juli 1926      |
| Raymond Poincaré           | 23 juli 1926      | 11 november 1928  |
| Henry Chéron               | 11 november 1928  | 21 februari 1930  |
| Charles Dumont             | 21 februari 1930  | 2 mars 1930       |
| Paul Reynaud               | 2 mars 1930       | 13 december 1930  |
| Louis Germain-Martin       | 13 december 1930  | 27 januari 1931   |
| Pierre Étienne Flandin     | 27 januari 1931   | 3 juni 1932       |
| Louis Germain-Martin       | 3 juni 1932       | 18 december 1932  |
| Henry Chéron               | 18 december 1932  | 31 januari 1933   |
| Georges Bonnet             | 31 januari 1933   | 30 januari 1934   |
| François Piétri            | 30 januari 1934   | 4 februari 1934   |
| Paul Marchandeau           | 4 februari 1934   | 9 februari 1934   |
| Louis Germain-Martin       | 9 februari 1934   | 1 juni 1935       |
| Joseph Caillaux            | 1 juni 1935       | 7 juni 1935       |
| Marcel Régnier             | 7 juni 1935       | 4 juni 1936       |
| Vincent Auriol             | 4 juni 1936       | 22 juni 1937      |
| Georges Bonnet             | 22 juni 1937      | 18 januari 1938   |
| Paul Marchandeau           | 18 januari 1938   | 13 mars 1938      |
| Léon Blum                  | 13 mars 1938      | 10 april 1938     |
| Paul Marchandeau           | 10 april 1938     | 1 november 1938   |
| Paul Reynaud               | 1 november 1938   | 21 mars 1940      |
| Lucien Lamoureux           | 21 mars 1940      | 5 juni 1940       |
| Yves Bouthillier           | 5 juni 1940       | 18 april 1942     |
| Pierre Cathala             | 18 april 1942     | 20 augusti 1944   |

## Exilregering (1941 till 1944)
| Kommissarie               | Tillträdde        | Avgick           |
| René Pleven               | 24 september 1941 | 17 oktober 1942  |
| André Diethelm            | 17 oktober 1942   | 7 juni 1943      |
| Maurice Couve de Murville | 7 juni 1943       | 9 november 1943  |
| Pierre Mendès-France      | 9 november 1943   | 4 september 1944 |

## Finansminister, Fjärde republiken (1946 till 1958)
| Minister                 | Tillträdde        | Avgick            |
| Aimé Lepercq             | 4 september 1944  | 9 november 1944   |
| René Pleven              | 16 november 1944  | 26 januari 1946   |
| André Philip             | 26 januari 1946   | 24 juni 1946      |
| Robert Schuman           | 24 juni 1946      | 18 december 1946  |
| André Philip             | 18 december 1946  | 22 januari 1947   |
| Robert Schuman           | 22 januari 1947   | 24 november 1947  |
| René Mayer               | 24 november 1947  | 26 juli 1948      |
| Paul Reynaud             | 26 juli 1948      | 5 september 1948  |
| Christian Pineau         | 5 september 1948  | 11 september 1948 |
| Henri Queuille           | 11 september 1948 | 12 januari 1949   |
| Maurice Petsche          | 12 januari 1949   | 11 augusti 1951   |
| René Mayer               | 11 augusti 1951   | 20 januari 1952   |
| Edgar Faure              | 20 januari 1952   | 8 mars 1952       |
| Antoine Pinay            | 8 mars 1952       | 8 januari 1953    |
| Maurice Bourgès-Maunoury | 8 januari 1953    | 28 juni 1953      |
| Edgar Faure              | 28 juni 1953      | 20 januari 1955   |
| Robert Buron             | 20 januari 1955   | 23 februari 1955  |
| Pierre Pflimlin          | 23 februari 1955  | 1 februari 1956   |
| Robert Lacoste           | 1 februari 1956   | 14 februari 1956  |
| Paul Ramadier            | 14 februari 1956  | 13 juni 1957      |
| Félix Gaillard           | 13 juni 1957      | 6 november 1957   |
| Pierre Pflimlin          | 6 november 1957   | 14 maj 1958       |
| Edgar Faure              | 14 maj 1958       | 1 juni 1958       |

## Finansminister, Femte republiken (1958 till idag)
| Minister                  | Tillträdde       | Avgick           |
| Antoine Pinay             | 1 juni 1958      | 13 januari 1960  |
| Wilfrid Baumgartner       | 13 januari 1960  | 19 januari 1962  |
| Valéry Giscard d'Estaing  | 19 januari 1962  | 8 januari 1966   |
| Michel Debré              | 8 januari 1966   | -                |
| Maurice Couve de Murville | 30 maj 1968      | 10 juli 1968     |
| François-Xavier Ortoli    | 10 juli 1968     | 16 juni 1969     |
| Valéry Giscard d'Estaing  | 16 juni 1969     | 28 maj 1974      |
| Jean-Pierre Fourcade      | 28 maj 1974      | 27 augusti 1976  |
| Raymond Barre             | 27 augusti 1976  | 5 april 1978     |
| René Monory               | 5 april 1978     | 22 maj 1981      |
| Jacques Delors            | 22 maj 1981      | 19 juli 1984     |
| Pierre Bérégovoy          | 19 juli 1984     | 20 mars 1986     |
| Édouard Balladur          | 20 mars 1986     | 12 maj 1988      |
| Pierre Bérégovoy          | 12 maj 1988      | 2 april 1992     |
| Michel Sapin              | 2 april 1992     | 29 mars 1993     |
| Edmond Alphandéry         | 29 mars 1993     | 18 maj 1995      |
| Alain Madelin             | 18 maj 1995      | 25 augusti 1995  |
| Jean Arthuis              | 25 augusti 1995  | 4 juni 1997      |
| Dominique Strauss-Kahn    | 4 juni 1997      | 2 november 1999  |
| Christian Sautter         | 2 november 1999  | 28 mars 2000     |
| Laurent Fabius            | 28 mars 2000     | 7 maj 2002       |
| Francis Mer               | 7 maj 2002       | 31 mars 2004     |
| Nicolas Sarkozy           | 31 mars 2004     | 28 november 2004 |
| Hervé Gaymard             | 30 november 2004 | 25 februari 2005 |
| Thierry Breton            | 25 februari 2005 | 18 maj 2007      |
| Jean-Louis Borloo         | 18 maj 2007      | 19 juni 2007     |
| Christine Lagarde         | 19 juni 2007     | 29 juni 2011     |
| François Baroin           | 29 juni 2011     | 10 maj 2012      |
| Pierre Moscovici          | 16 maj 2012      | 2 april 2014     |
| Michel Sapin              | 2 april 2014     |                  |